# Ранджитсингх, Грег
Грегори Николас Ранджитсингх (англ. Gregory Nicholas Ranjitsingh; 18 июля 1993, Скарборо, Онтарио, Канада) — тринидадский футболист, вратарь клуба «Торонто». Выступал за сборную Тринидада и Тобаго.

## Карьера

### Клубная карьера
Обучаясь в американском Университете Мерсера в 2011—2014 годах, играл за студенческую футбольную команду.
Ранджитсингх был доступен на Супердрафте MLS 2015, но остался невыбранным.
26 марта 2015 года голкипер подписал контракт с клубом USL «Луисвилл Сити». В его составе Ранджитсингх провёл три сезона и помог ему дважды победить в чемпионате.
18 декабря 2018 года голкипер анонсировал свой уход из «Луисвилл Сити» и на следующий день он пополнил ряды команды MLS «Орландо Сити», где воссоединился с бывшим тренером «Луисвилла» Джеймсом О’Коннором. В высшей лиге США Ранджитсингх дебютировал 15 мая 2019 года в игре против «Сиэтл Саундерс». По окончании сезона 2019 клуб не продлил контракт с игроком.
25 ноября 2019 года на Драфте отказов MLS голкипера выбрал клуб «Миннесота Юнайтед». В мае 2020 года Ранджитсингх получил грин-карту и в MLS перестал считаться иностранным игроком. В августе 2020 года, после того как Тайлер Миллер выбыл до конца сезона из-за травмы, Ранджитсингх стал основным вратарём «гагар». Дебютировал за «Миннесоту Юнайтед» 21 августа 2020 года в матче против «Спортинга Канзас-Сити», в котором пропустил два мяча. Ранджитсингх провёл в рамке ворот три матча, пропустив в них восемь мячей, после чего главный тренер клуба Эдриан Хит отдал место в стартовом составе его сменщику Дейну Сент-Клэру. По окончании сезона 2020 «Миннесота Юнайтед» не продлила контракт с Ранджитсингхом.
2 апреля 2021 года Ранджитсингх подписал однолетний контракт с «Филадельфией Юнион».
По ходу сезона 2021 Ранджитсингх вошёл в пул вратарей MLS, откуда попадал на скамейки запасных «Орландо Сити» и «Лос-Анджелеса», а также «Филадельфии Юнион» в плей-офф.
21 января 2022 года Ранджитсингх подписал двухлетний контракт с опцией продления на третий год с «Торонто». 8 апреля 2022 года он был отправлен в «Торонто II». За первую команду «Торонто» он дебютировал 21 июня 2023 года в матче против «Цинциннати», пропустив три мяча. По окончании сезона 2023 «Торонто» не продлил контракт с Ранджитсингхом, но 22 февраля 2024 года клуб подписал с игроком новый контракт до конца сезона 2024 с опцией продления на сезон 2025. В январе 2025 года перешел в «Нью-Йорк Сити».

### Карьера в сборной
Грег Ранджитсингх — выходец из интернациональной семьи. Его отец — тринидадец, а мать имеет гайанские и португальские корни. В 2016 году он принял решение выступать за сборную Тринидада и Тобаго и был впервые приглашён в неё на матчи отборочного турнира Чемпионата мира в России.
В мае 2019 года вратарь вошёл в состав сборный страны на розыгрыш Золотого кубка КОНКАКАФ. Чуть позже, 10 июня, Ранджитсингх дебютировал за «Сока Уорриорз», выйдя во втором тайме в неофициальном товарищеском поединке против сборной Канады (0:2).

## Достижения
- Чемпион USL (2): 2017[30], 2018[31]